# 共晶转变
一定成分的液相，在一定的温度下，同时由液相中结晶出不同成分不同结构的的两个固相的反应成为共晶反应(共晶转变)。该共晶反应可写成：L→α+β，L为液相，α，β均是固相，(α+β)两相的混合组织称为共晶组织。